# Godevaert Snyders
Godevaert Snyders varianten Goyvaerd, Goyvaert en Snijders (Antwerpen, ? — ca 1643-1658) was een Zuid-Nederlands kunstschilder.
Snyders werkte tussen 1621 en 1643 te Antwerpen.

## Werken
Werken van hem hangen in Galleria Spada.